# Edward Arthur Milne
Edward Arthur Milne (Kingston upon Hull, 14 febbraio 1896 – Dublino, 21 settembre 1950) è stato un astronomo e matematico britannico.
Si occupò principalmente di astrofisica teorica e teoria della relatività. A partire dal 1932 sviluppò, con Gerald James Whitrow, una teoria della relatività alternativa a quella di Einstein, detta modello di Milne.

## Onorificenze
- Gold Medal of the Royal Astronomical Society (1935)
- Royal Medal della Royal Society (1941)
- Bruce Medal (1945)